# Цимбаліста Василь Володимирович
Василь Володимирович Цимбаліста (нар. 1 січня 1967, Жулин, Стрийський район, Львівська область) — український художник. Працює в жанрах сакрального мистецтва, живопису та портрету.

## Біографія
Народився 1 січня 1967 року у селі Жулин, де живе і працює. У підлітковому віці виявив нахил до малювання, завдяки брату Богдану, який навчався на той час у Львівському Державному коледжі декоративного і ужиткового мистецтва імені Івана Труша.
Навчатися у тому ж закладі не вдалося, так як були скрутні часи але це не завадило вдосконаленню. Моделювання і проробка кожного мазка, техніка м'яких переходів із світла в тінь, із тону в тон робили його майже не помітним, тим самим надавало картинам шарму, серйозності та колоритності.
З 2001 року деякий час жив у Португалії у невеликому містечку Pe Da Serra. Працював у місті Juncal, де перейняв нову навичку у писанні не тільки на полотні але й на кераміці «pintura do azulejos». Роботи розходилися по всій Південній Європі (Італія, Іспанія, Португалія).
Повернувшись на батьківщину, продовжував писати на полотні. 2010 року знайомиться із братами Лучківими Василем, Валерієм та Андрієм, українськими художниками, і долучається до художньої виставки-продаж у Моршині. Найкращі з експонованих творів зберігаються у музеях, приватних збірках та церквах України, Кавказу, США, Канади.

## Мистецькі заходи

### «Ковток свіжості»
5-7 серпня 2016 року в маєтку «У дворі» відбулася перша персональна виставка Цимбалістів Марії та Василя.

"Ковток свіжості" - перша персональна виставка"Ковток свіжості" - перша персональна виставка
"Ковток свіжості" - перша персональна виставка"Ковток свіжості" - перша персональна виставка

Мистецький захід відвідало чимало відвідувачів, серед яких були і брати Лучківи.

Цимбаліста МаріяЦимбаліста Марія
Цимбаліста МаріяЦимбаліста Марія
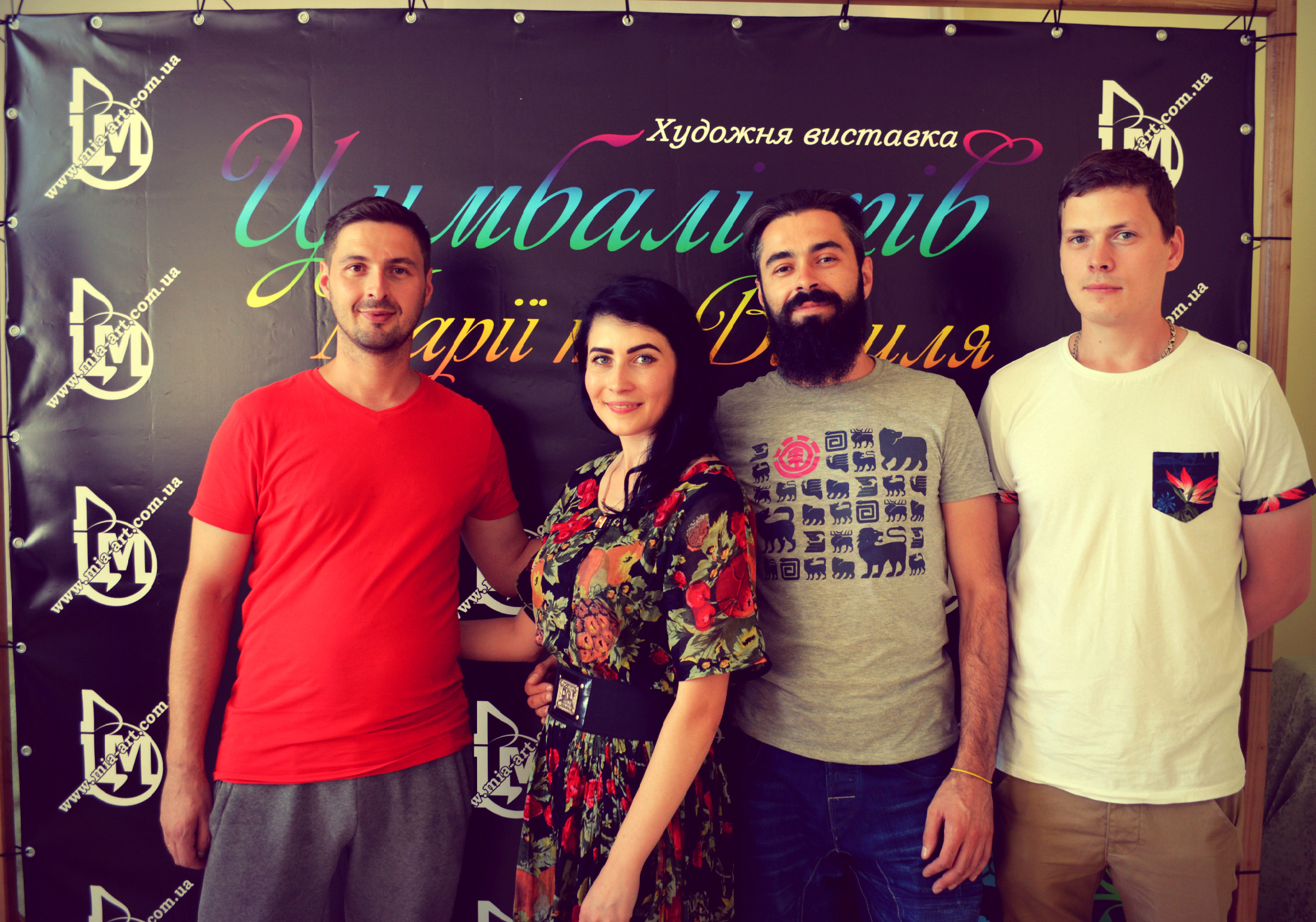
Цимбаліста Марія та брати Лучківи
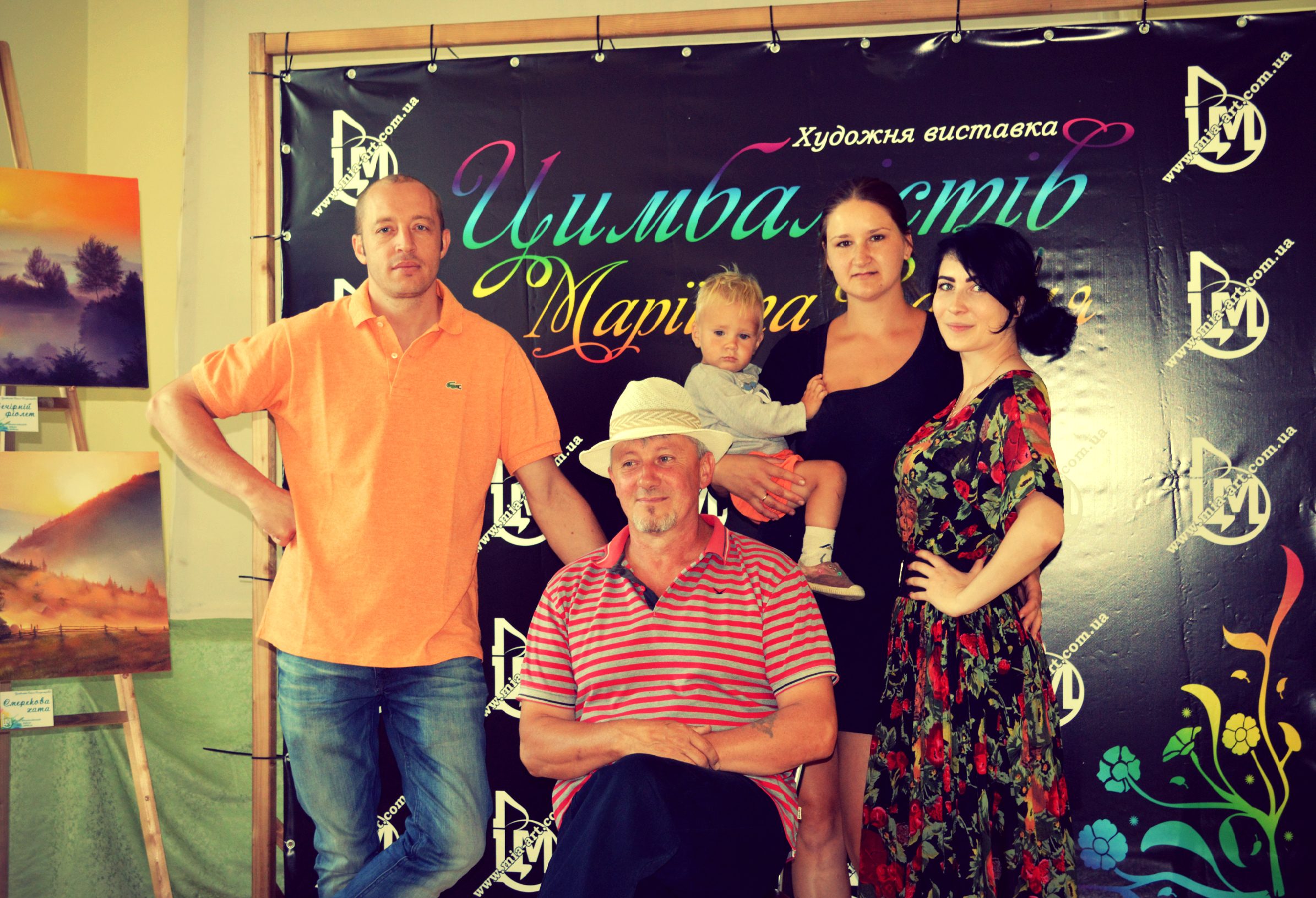
Цимбаліста Марія та Василь
Творчі напрацюванняТворчі напрацювання
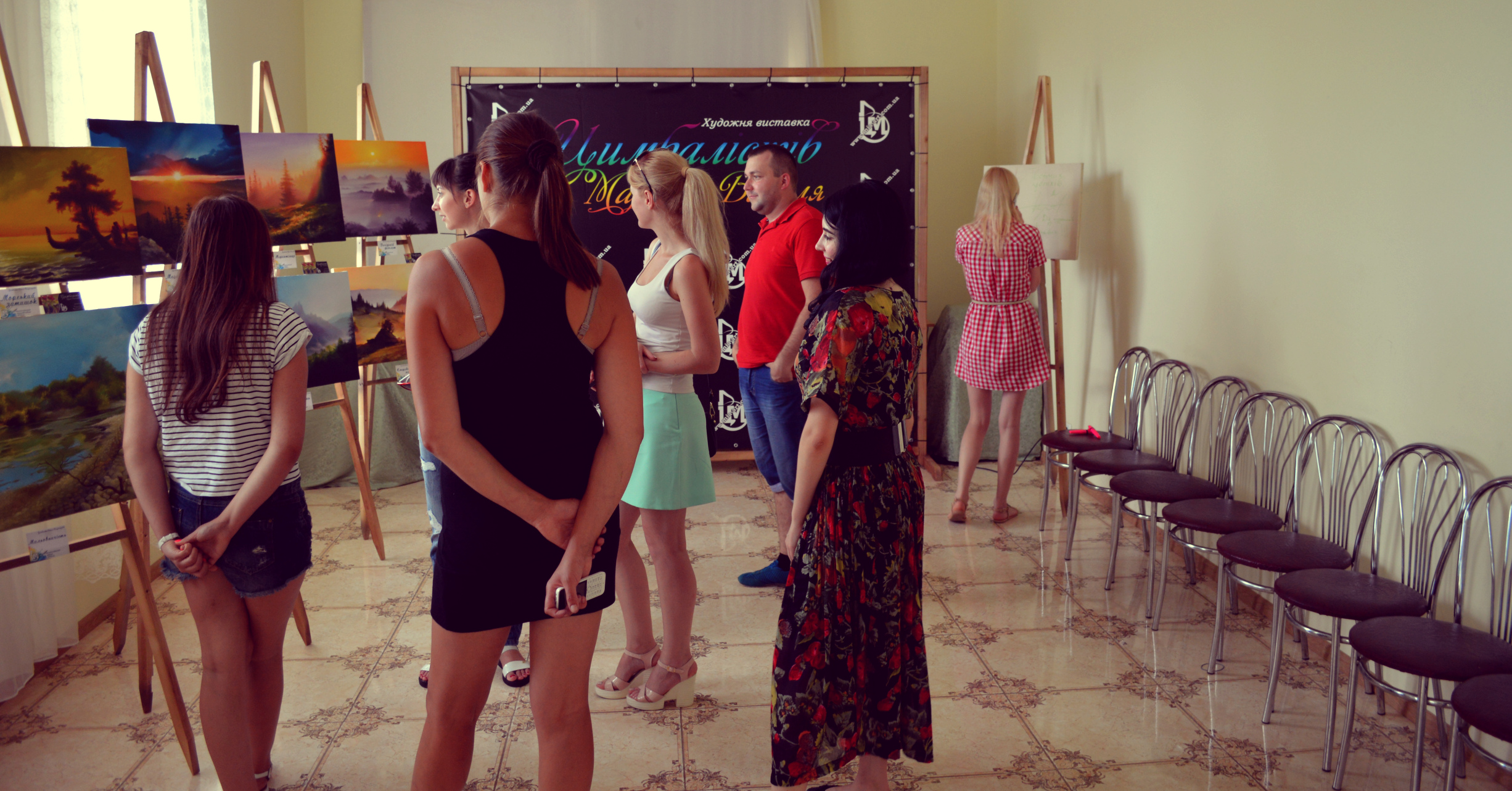

### 550-річчя с. Жулин. Художня виставка «Мистецьке рандеву»
21 серпня відбулось святкування Дня Незалежності України та 550-річчя Жулину. Організовано було художню виставку під назвою «Мистецьке рандеву» (Цимбаліста В.,Цимбаліста М.,Лучків В., Лучків В.,Коблик Д., Марунчак Д., Кісіль Ю., Коханчик М.).

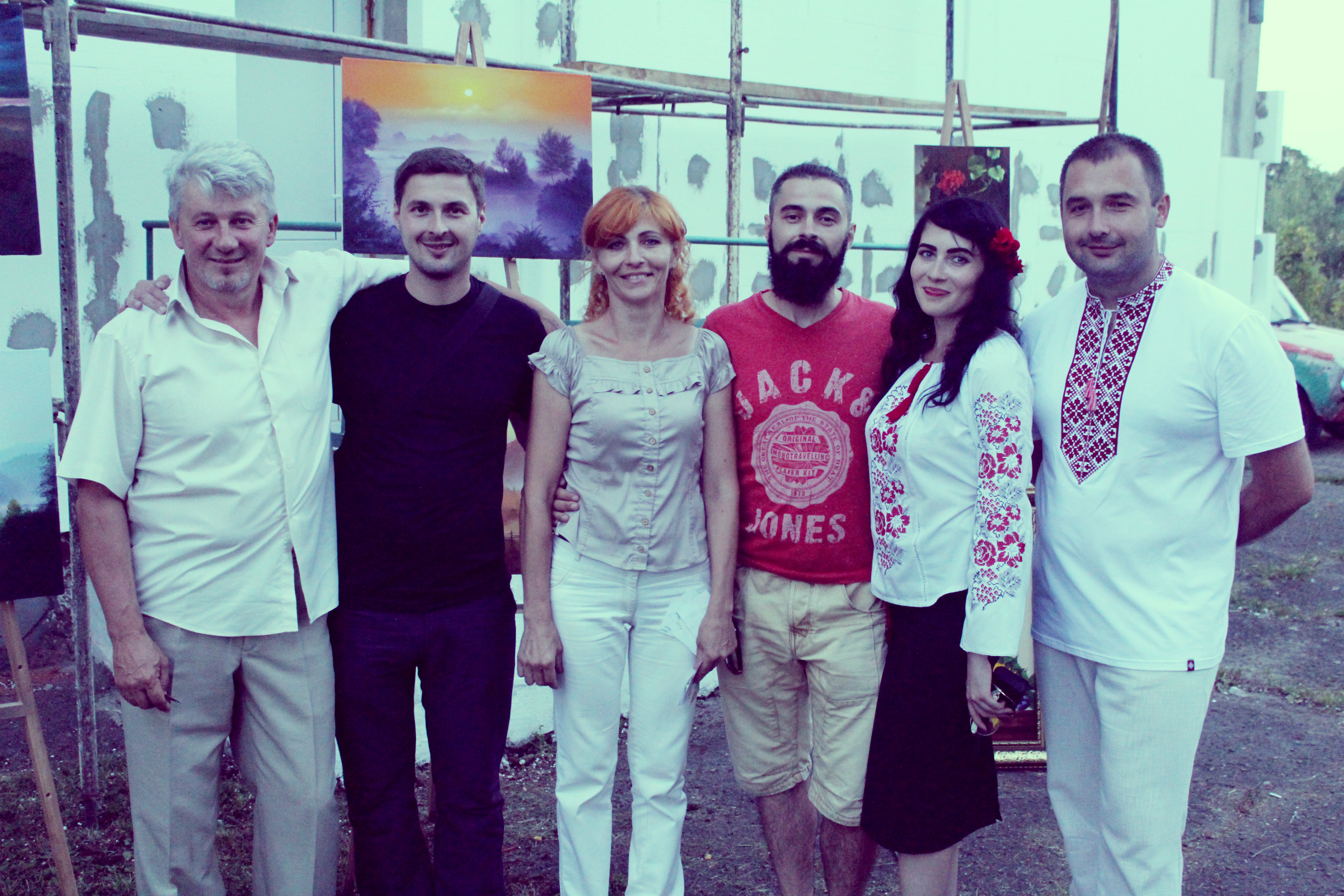
Василь та Марія з братами Лучківими
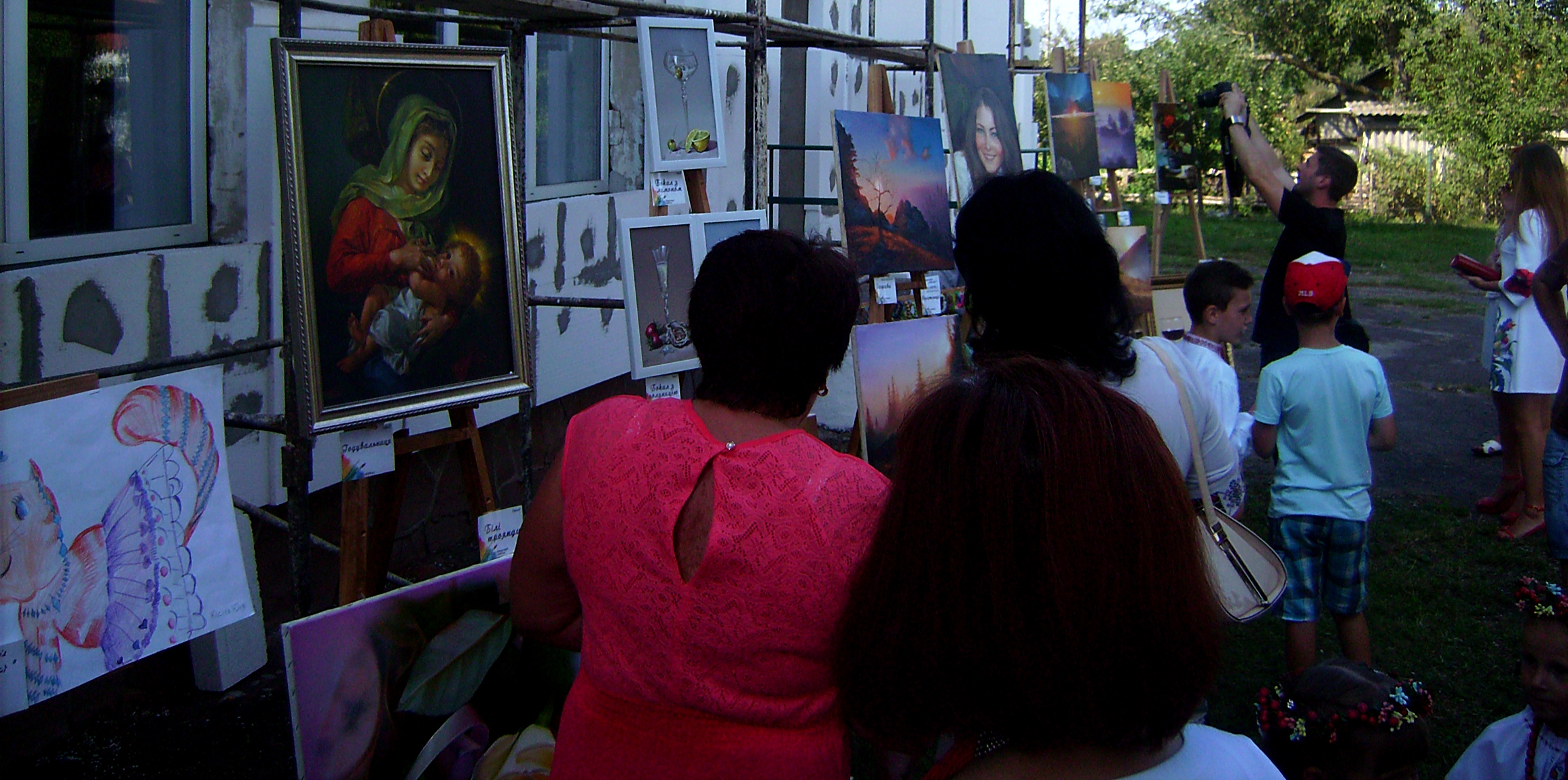

- Файл:Randevy2.jpg

### Районне свято присвячене 25-ій річниці Незалежності в с. Дуліби
Районне свято присвячене святкуванню 25-ій річниці Незалежності відбулось у с. Дуліби. Крім святкової програми, кожне село проводило презентацію своїх ремесел. Глядачів залучали до малювання маслом на полотні. Майстер-клас проводив Василь.

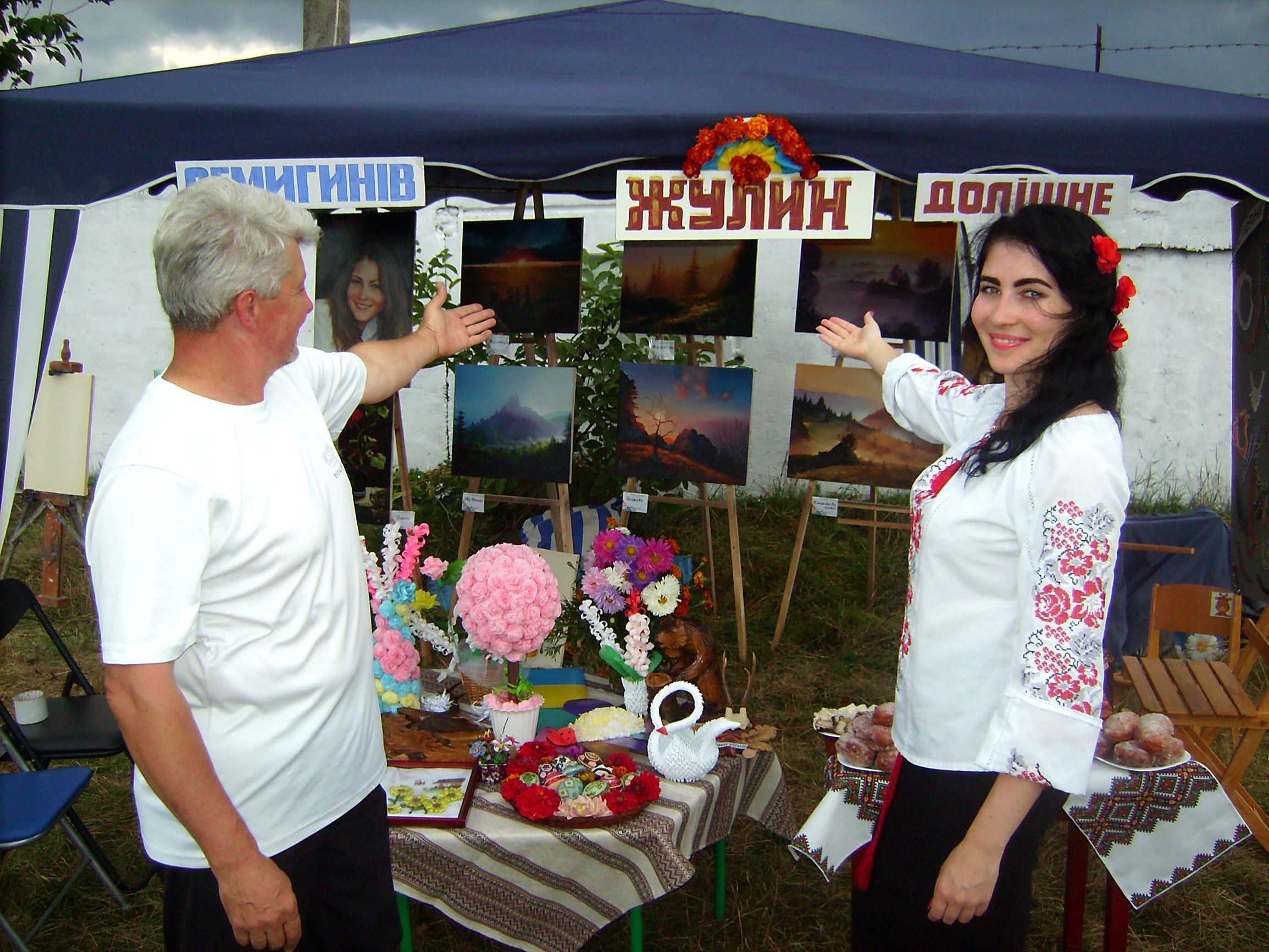
Василь та Марія Цимбалісти
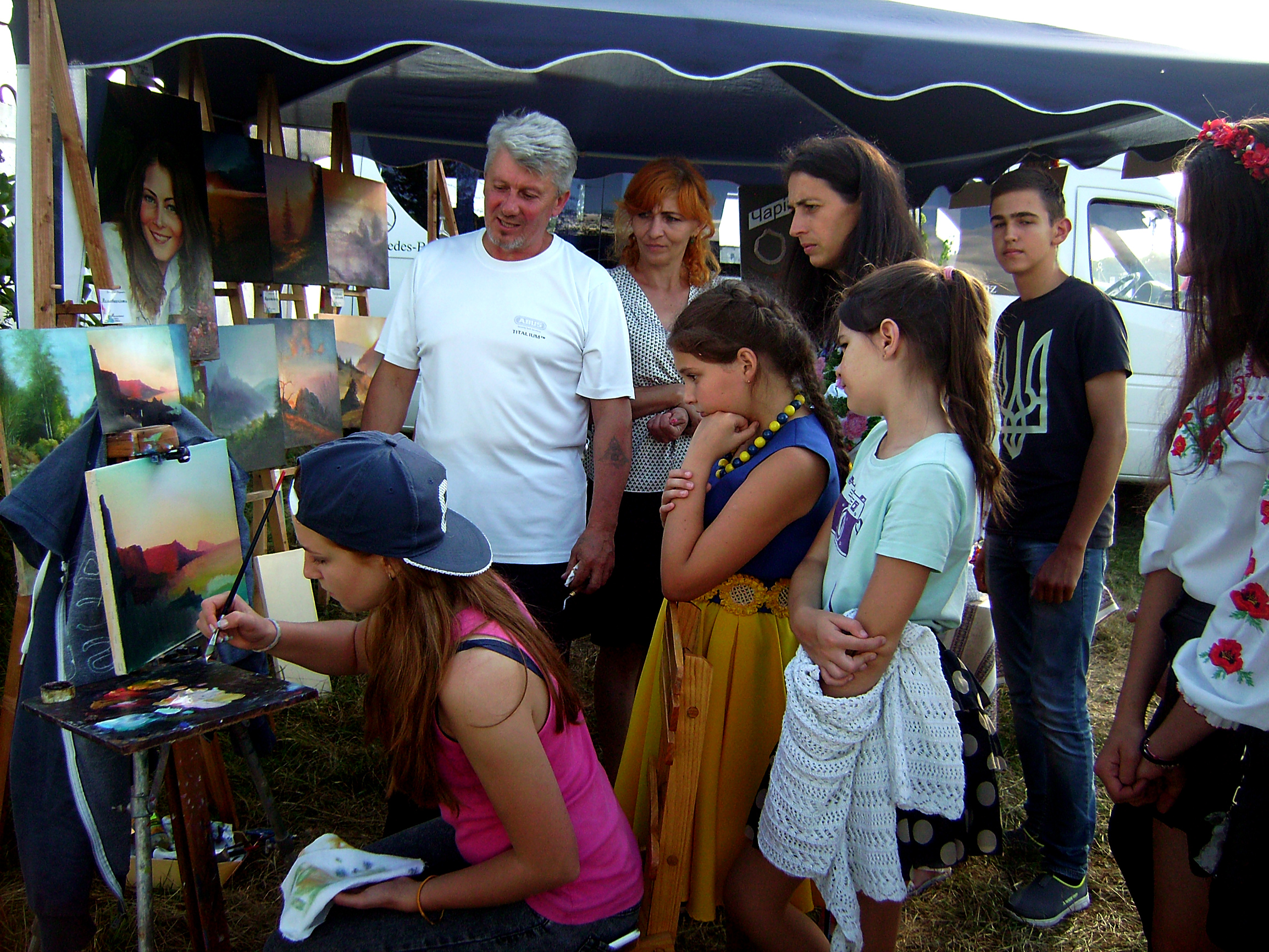
Перші спроби
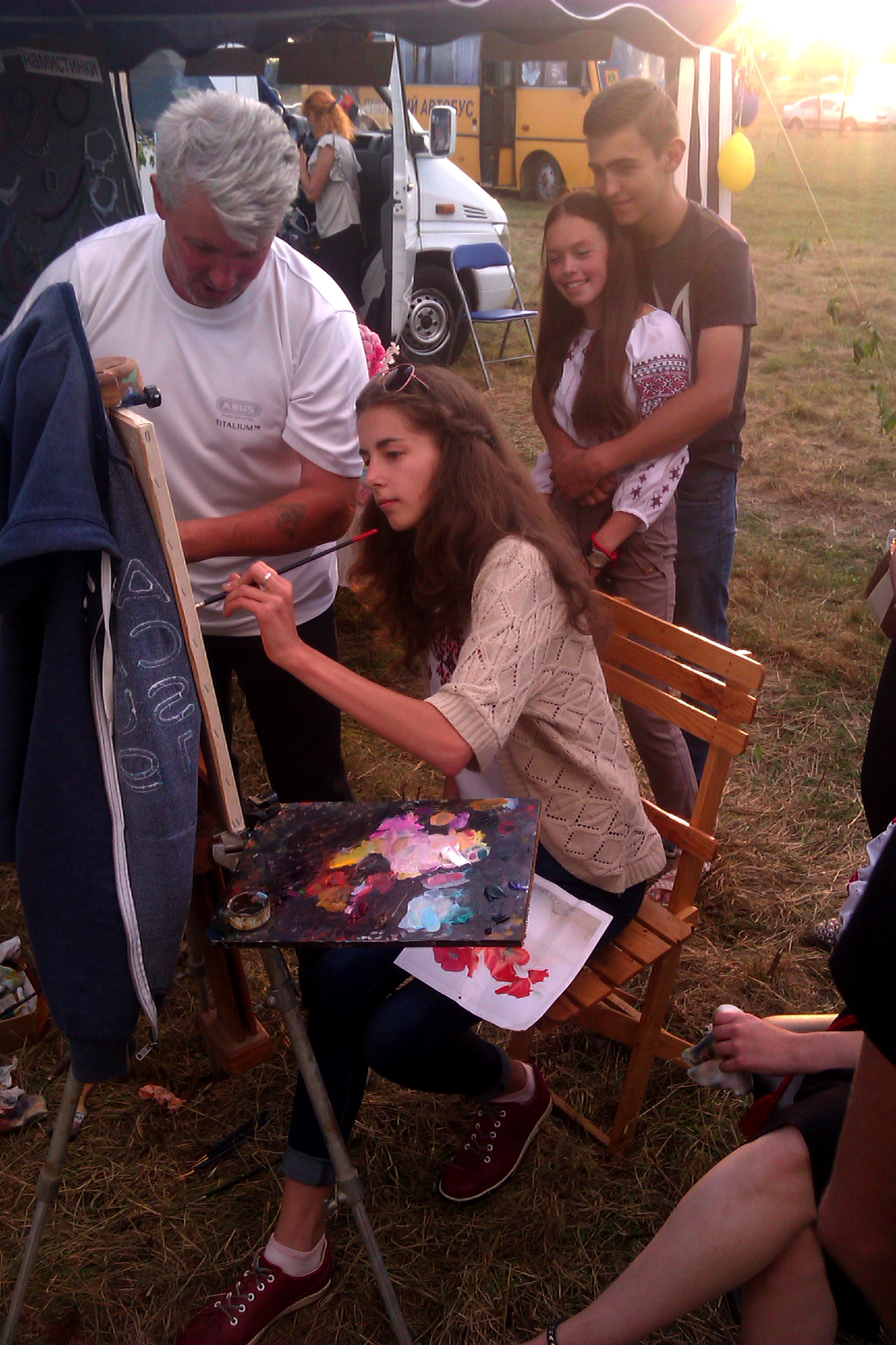
Настанови

### Участь у проекті «На вихідні в Моршин»
22-23 жовтня 2016 року Агенція регіонального розвитку «Перспектива Стрийщини» розпочали разом з Моршинською міською радою проект «На вихідні в Моршин», який включає в себе новітні формати активного культурного відпочинку.

Афіша "На вихідні в Моршин"Афіша "На вихідні в Моршин"
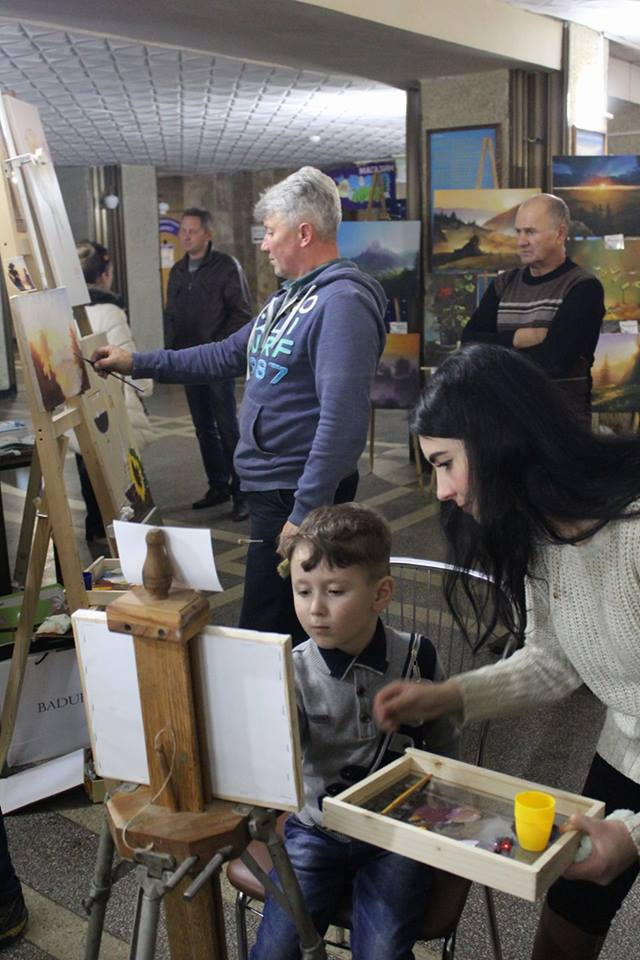
Цимбалісти Марія та Василь
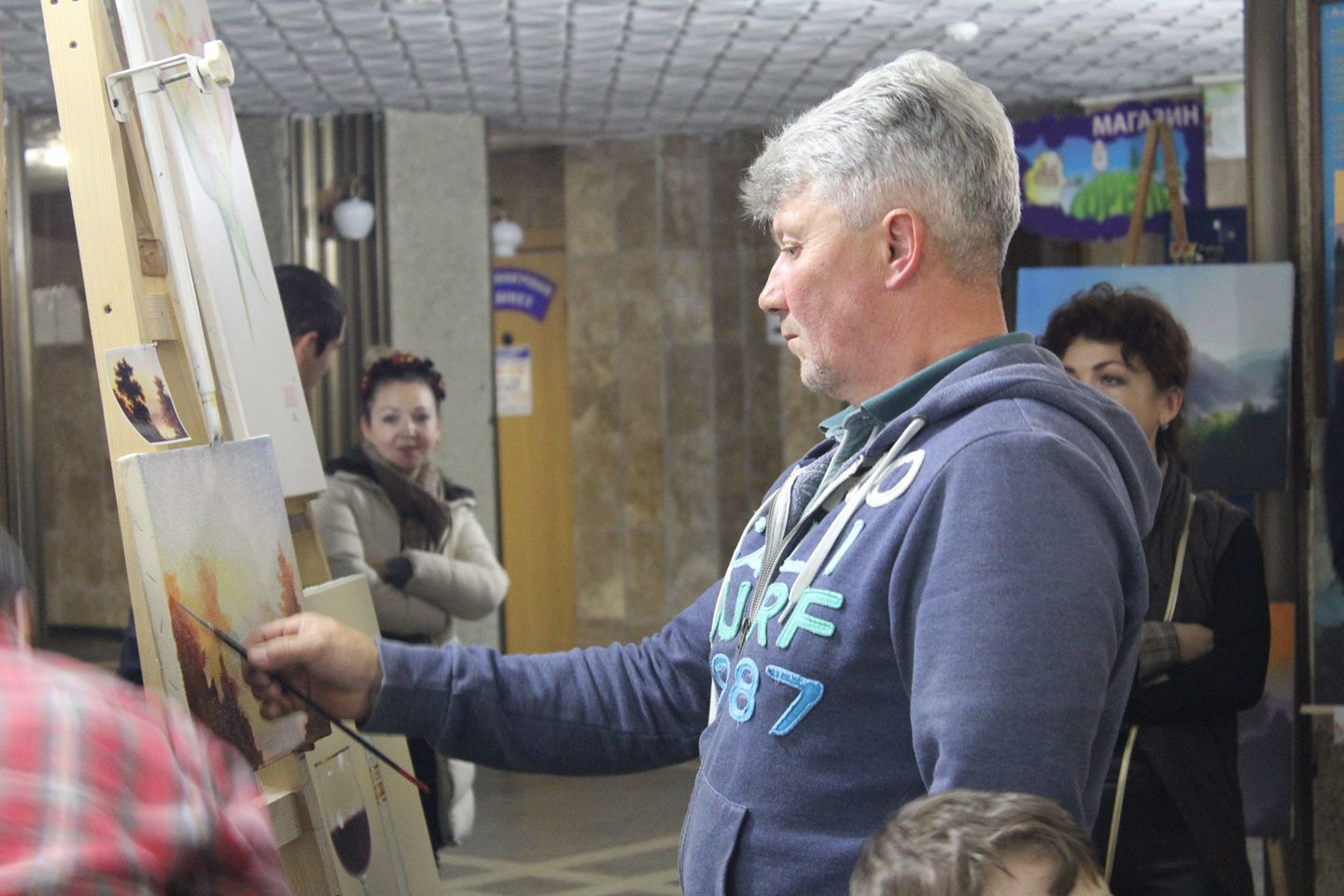
Цимбаліста Василь
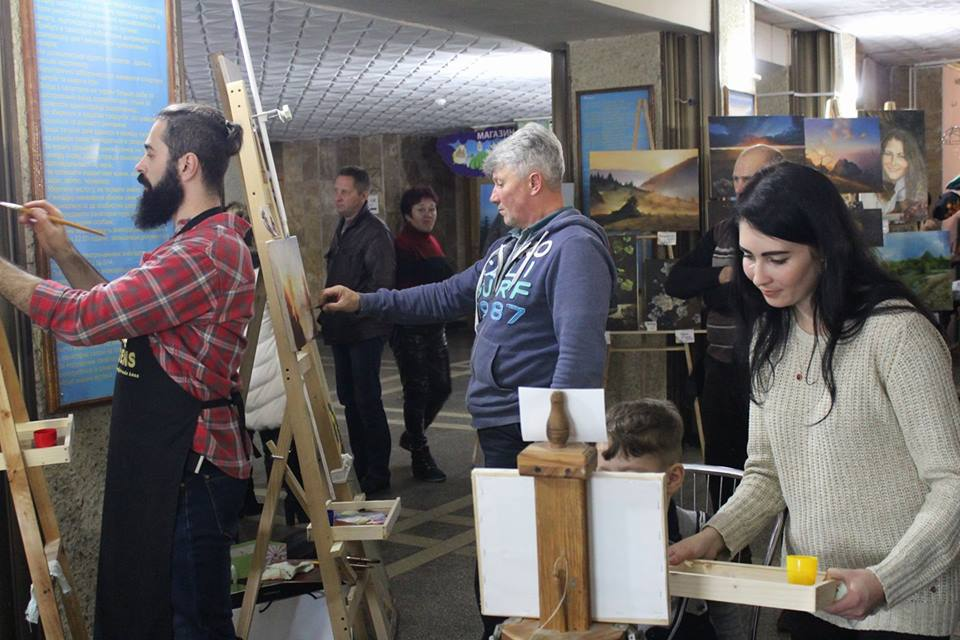
Творчість
Перші мазки нової картиниПерші мазки нової картини
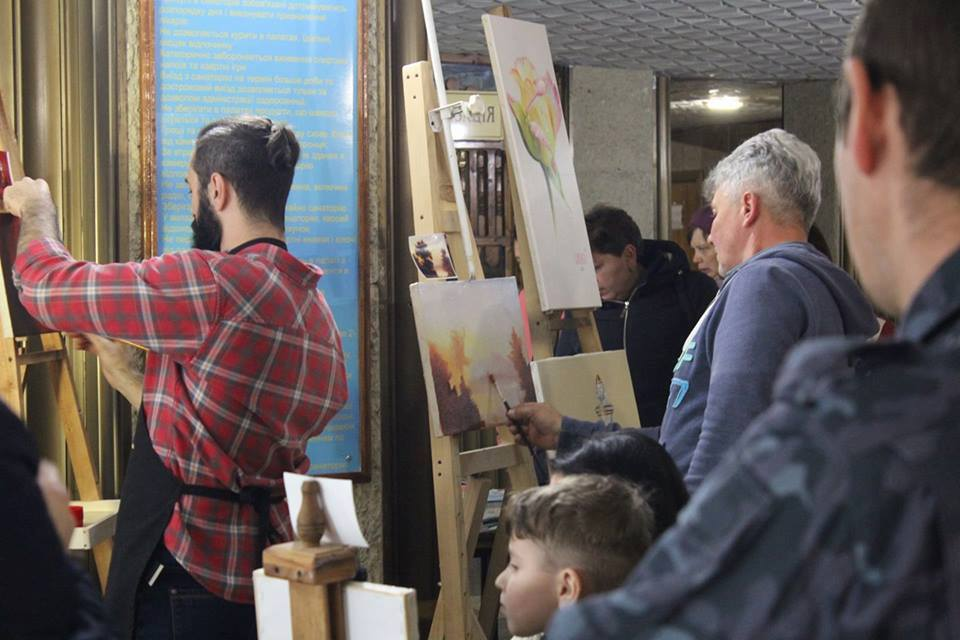
Творчість
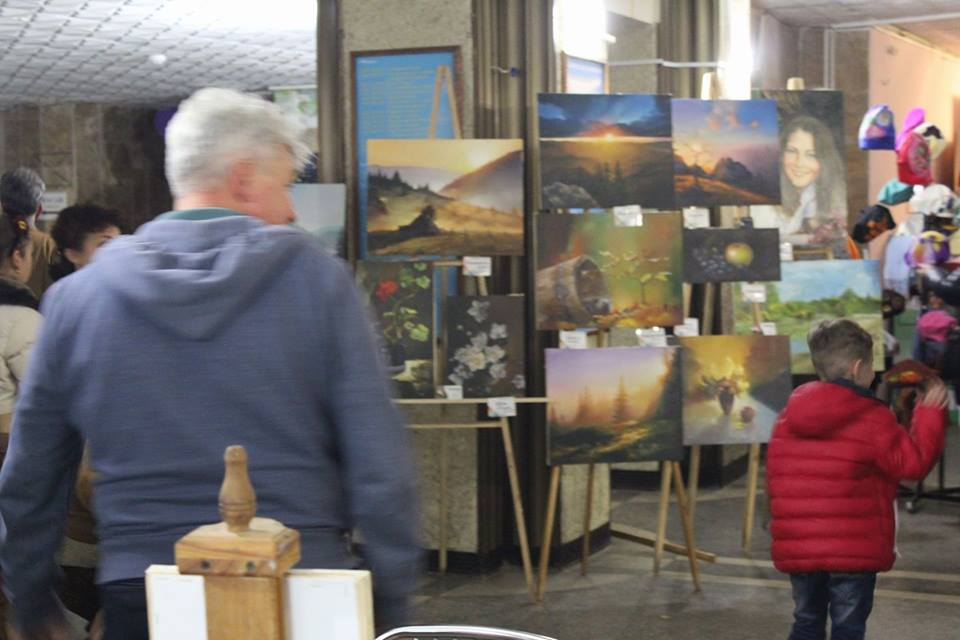

### Вулична виставка на VII ярмарку «Органік фест»
Вулична виставка Цимбалісти Марії та Василя, а також проведення майстер-класів під час проведення заходів VII Великого традиційного карпатського ярмарку «Органік фест, осінь-2016»

Афіша "Органік фест, осінь-2016"Афіша "Органік фест, осінь-2016"
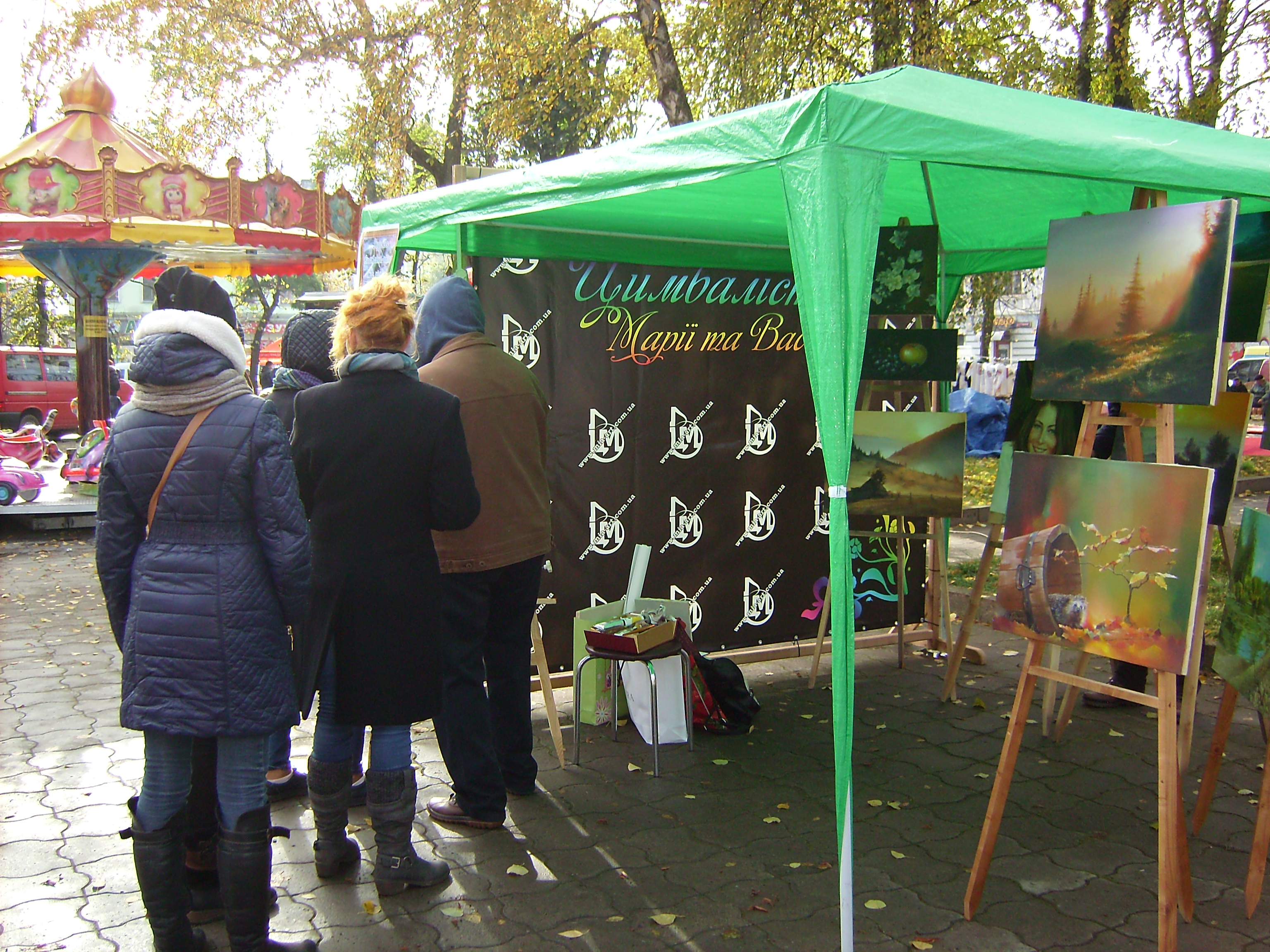
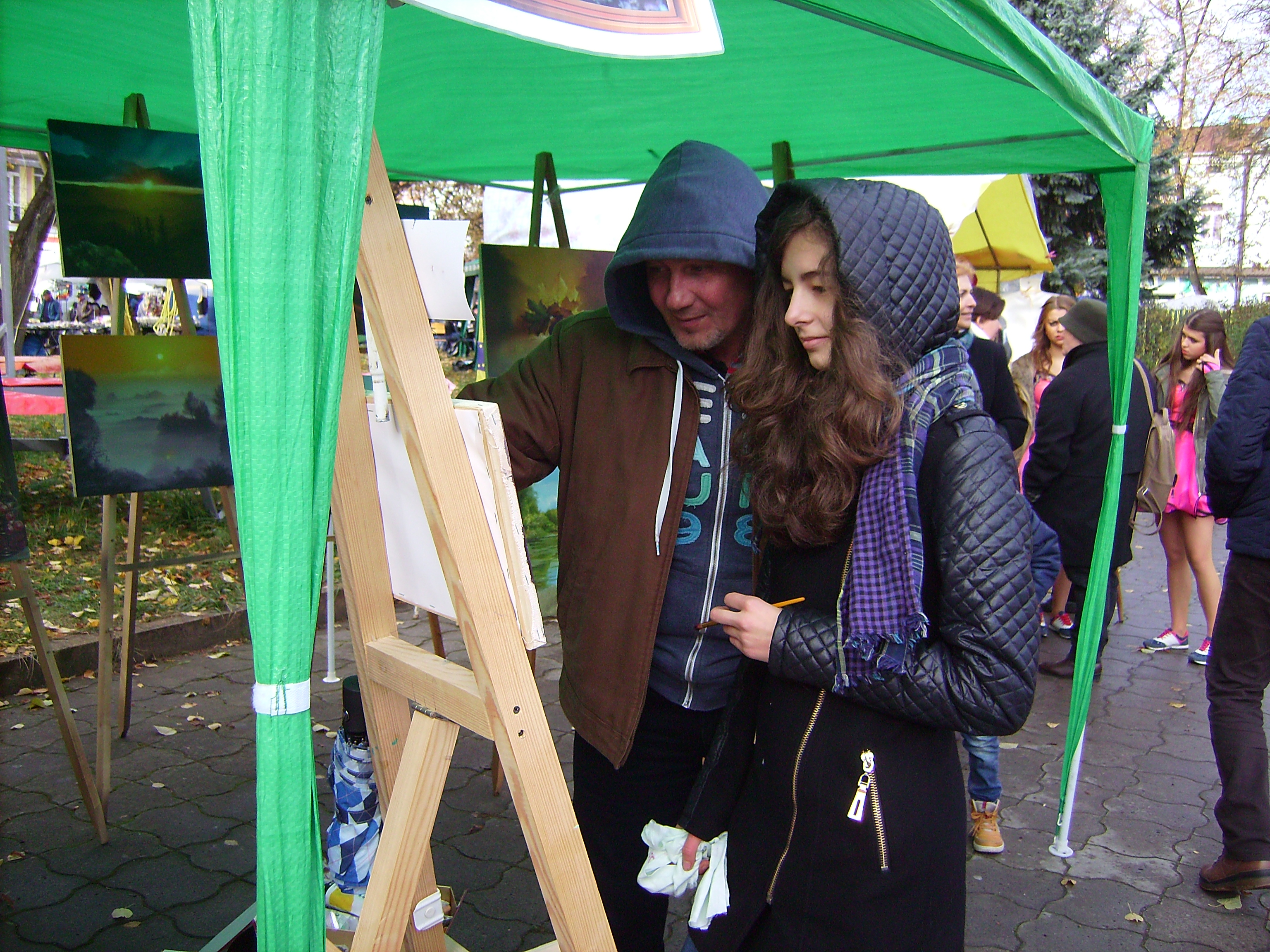
Майстер-клас
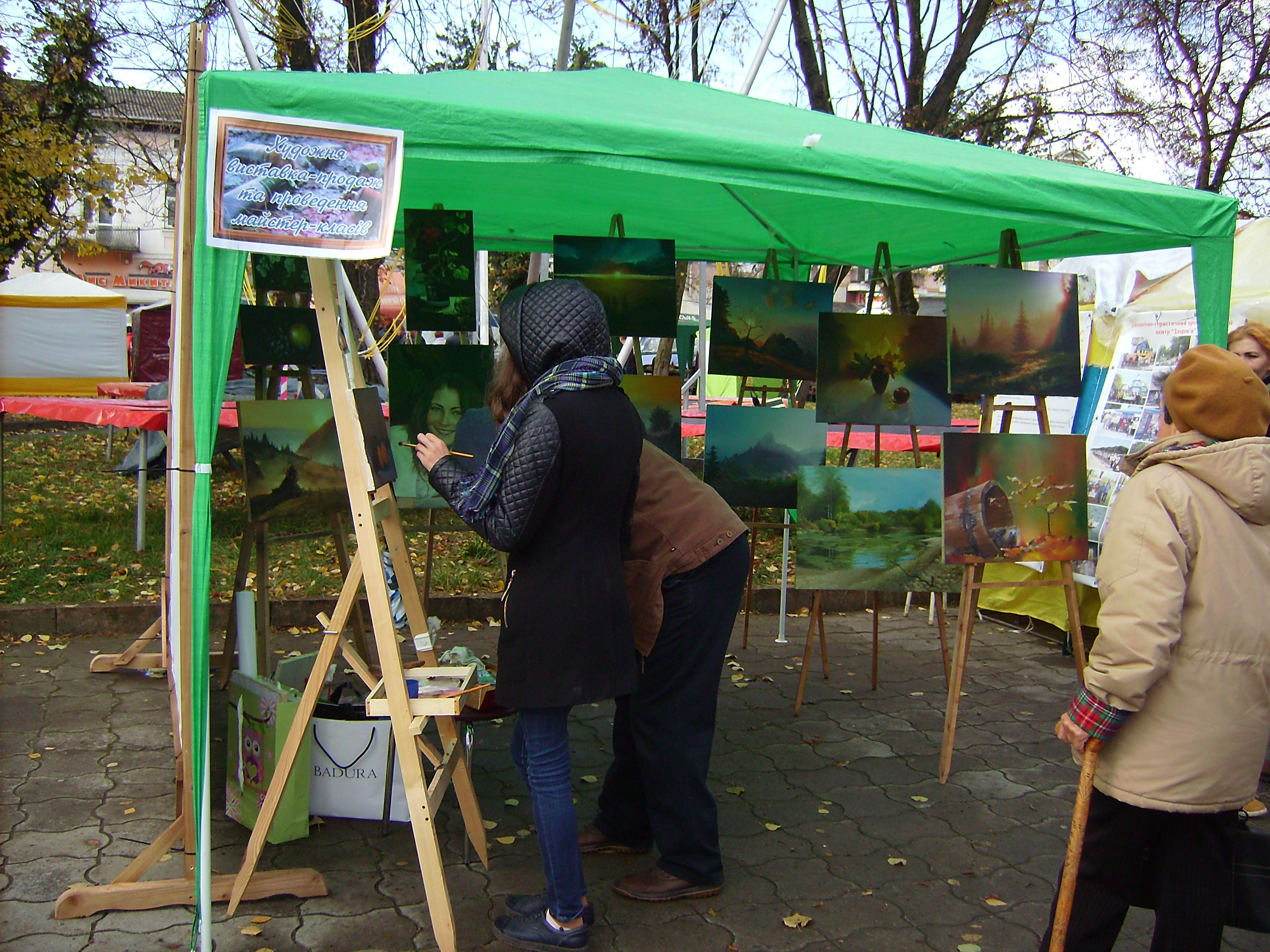
Творчість
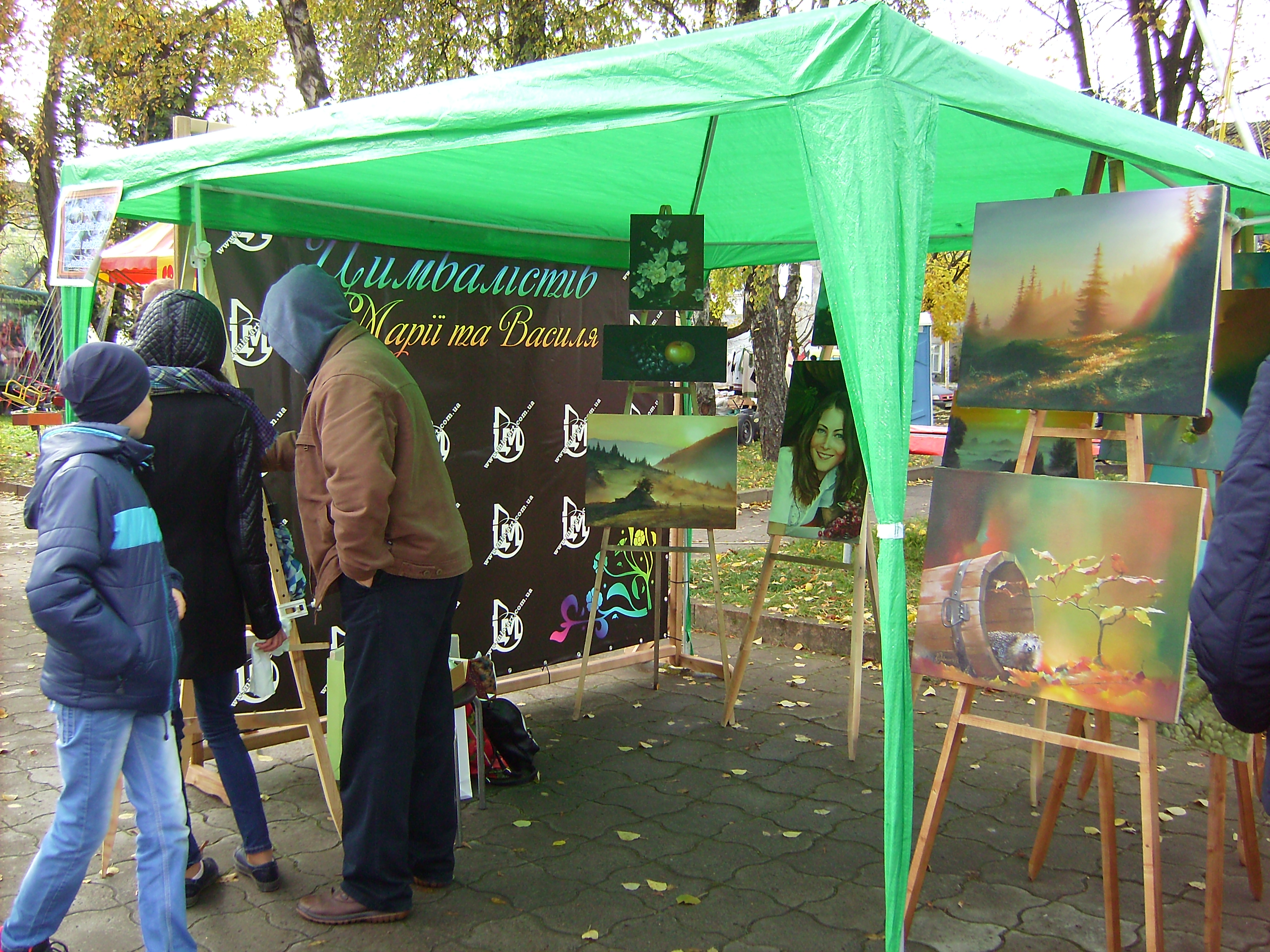
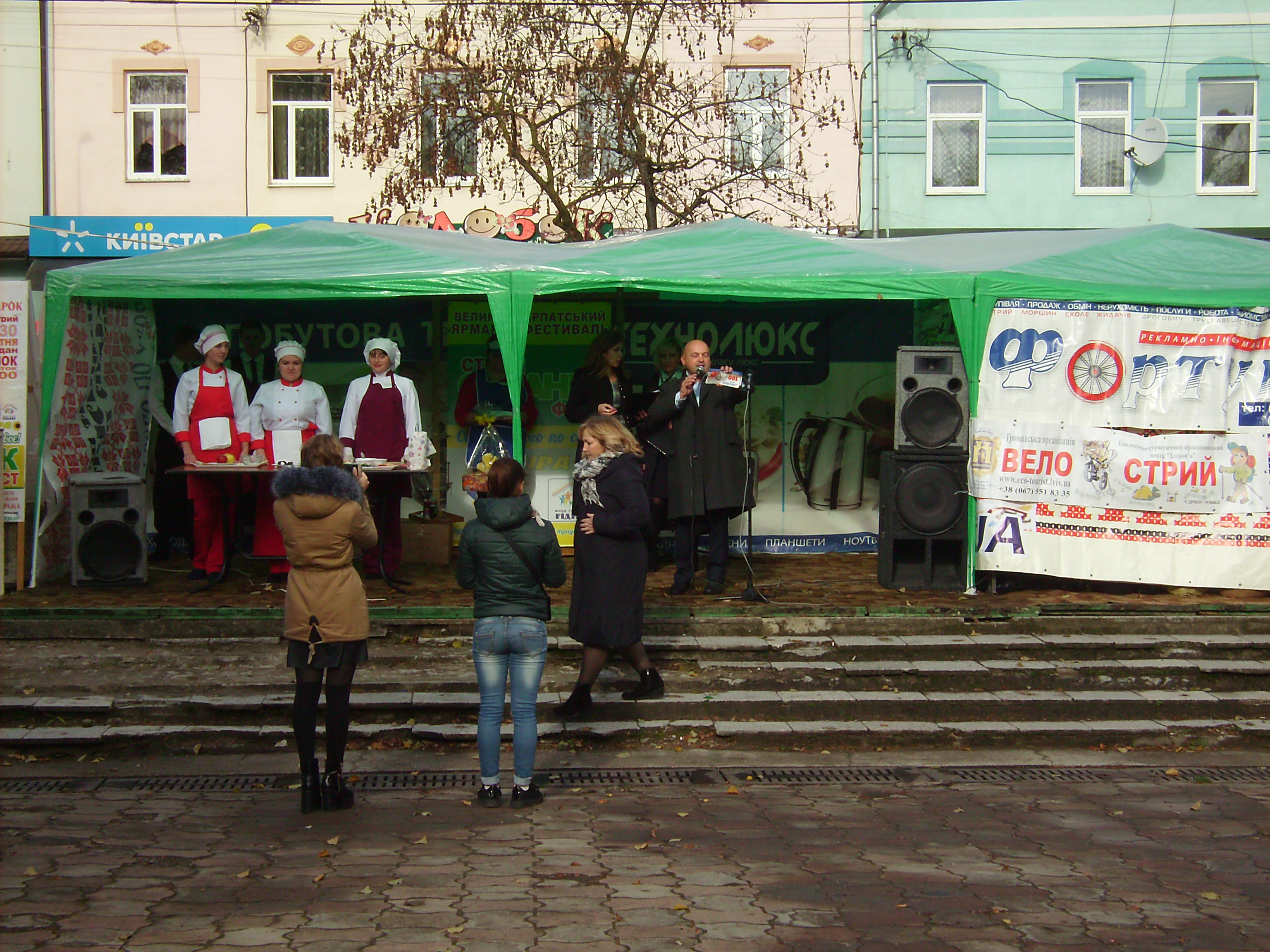

### Виставка-вернісаж Цимбалістів на концерті «Сміються-плачуть солов'ї»
Відбулася виставка-вернісаж Цимбалістів на концерті «Сміються-плачуть солов'ї» відомого композитора Стрийщини Михайла Золотухи.

Афіша концерту "Сміються-плачуть солов'ї"Афіша концерту "Сміються-плачуть солов'ї"
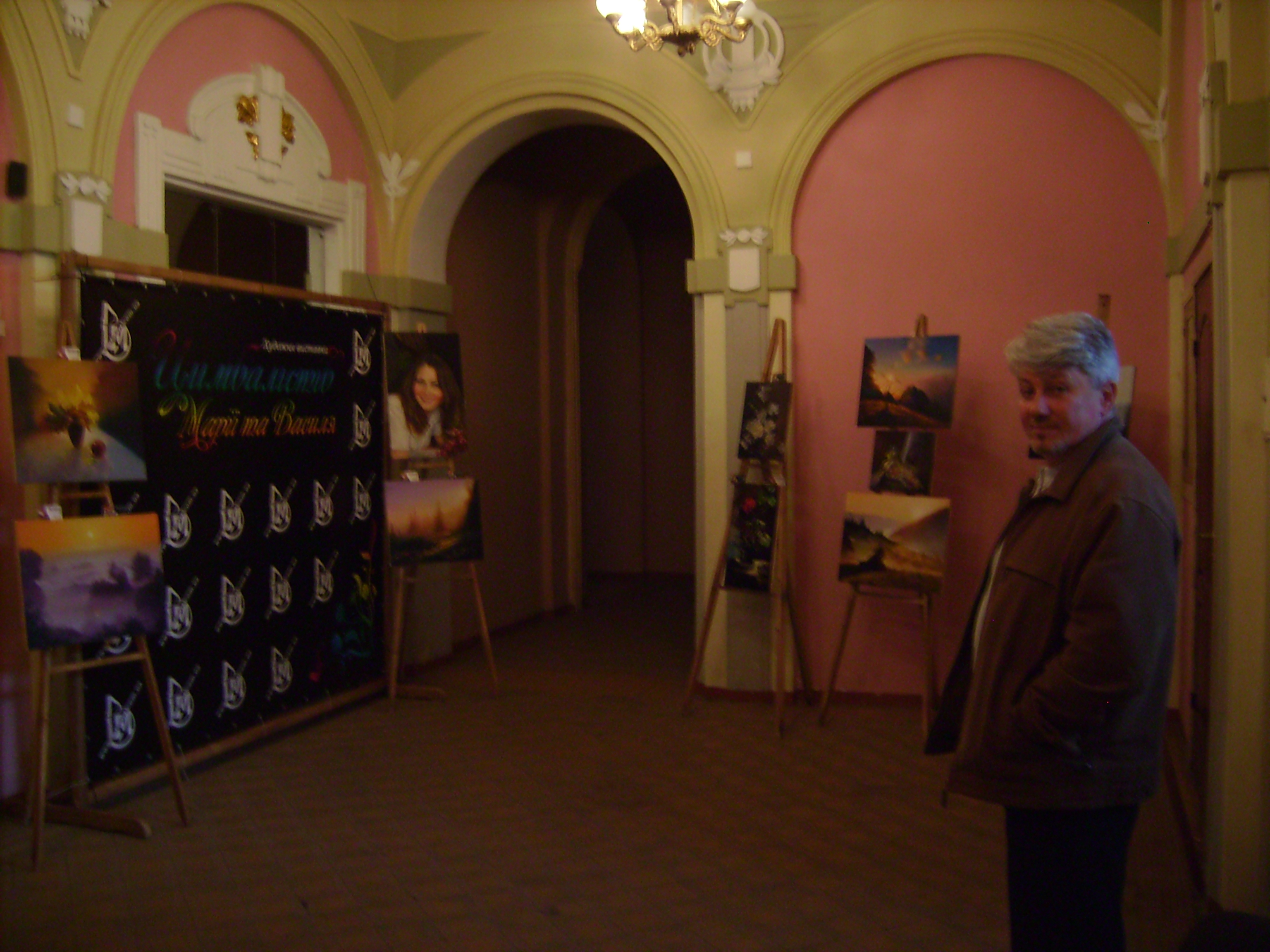
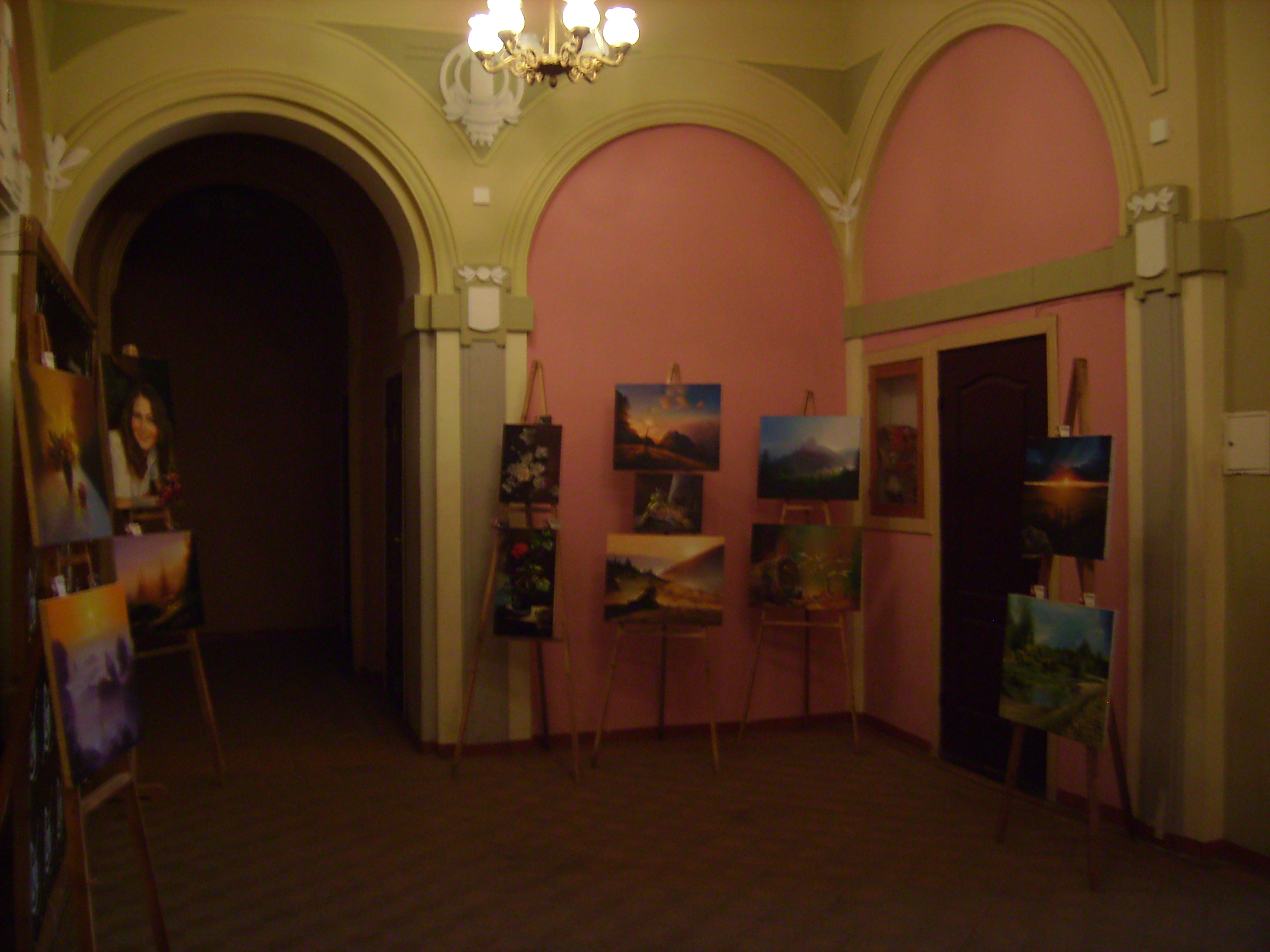
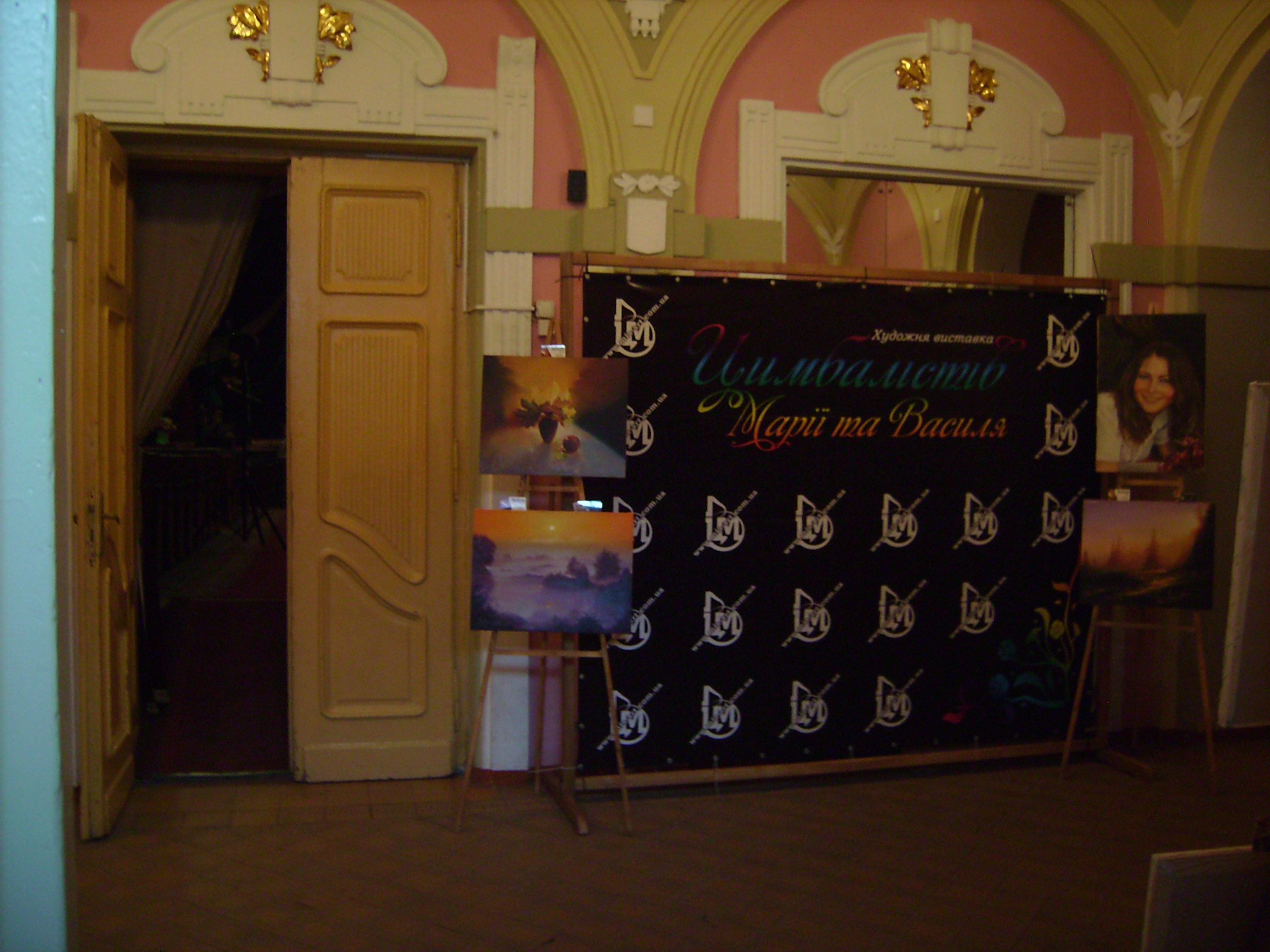
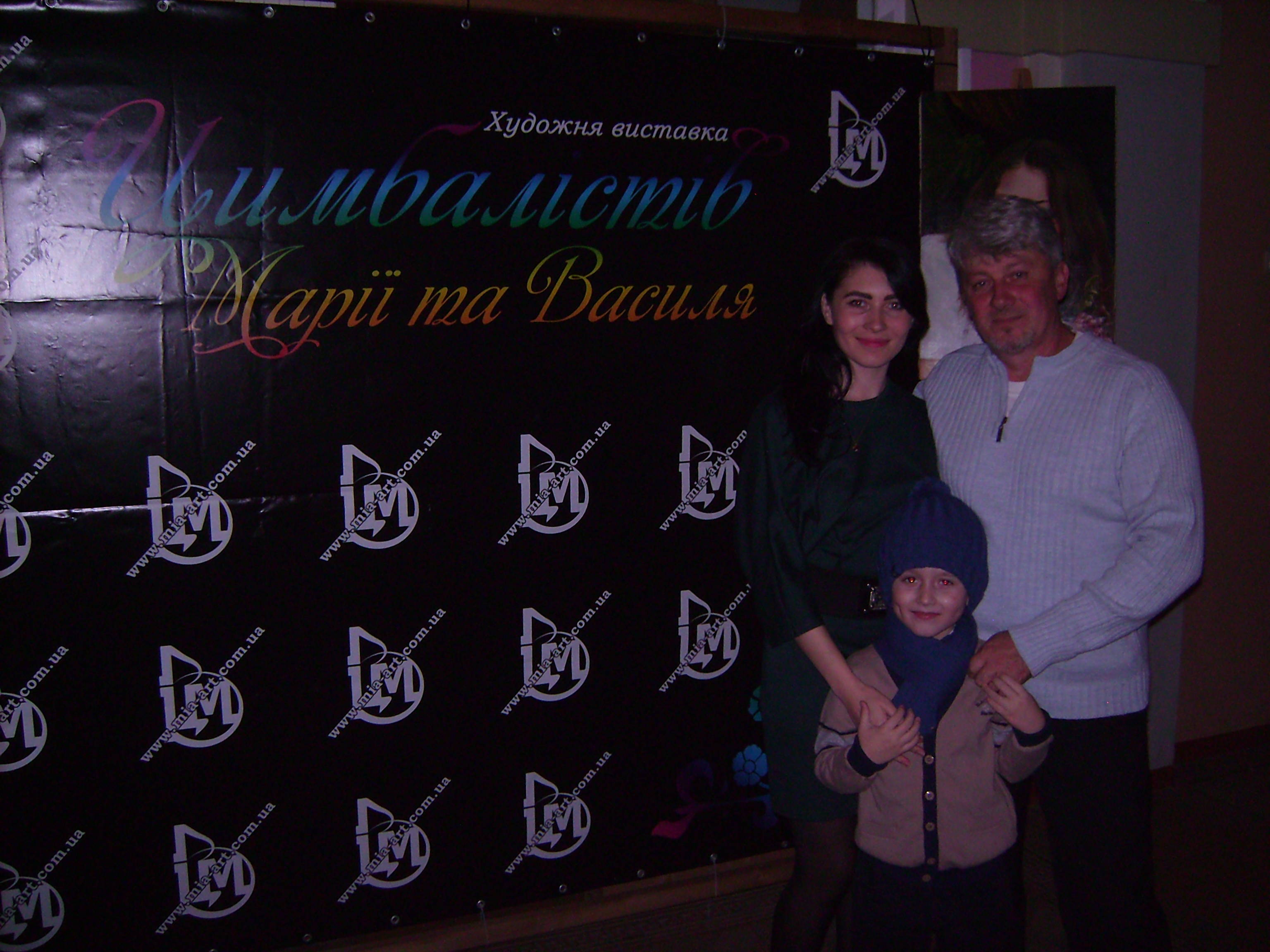
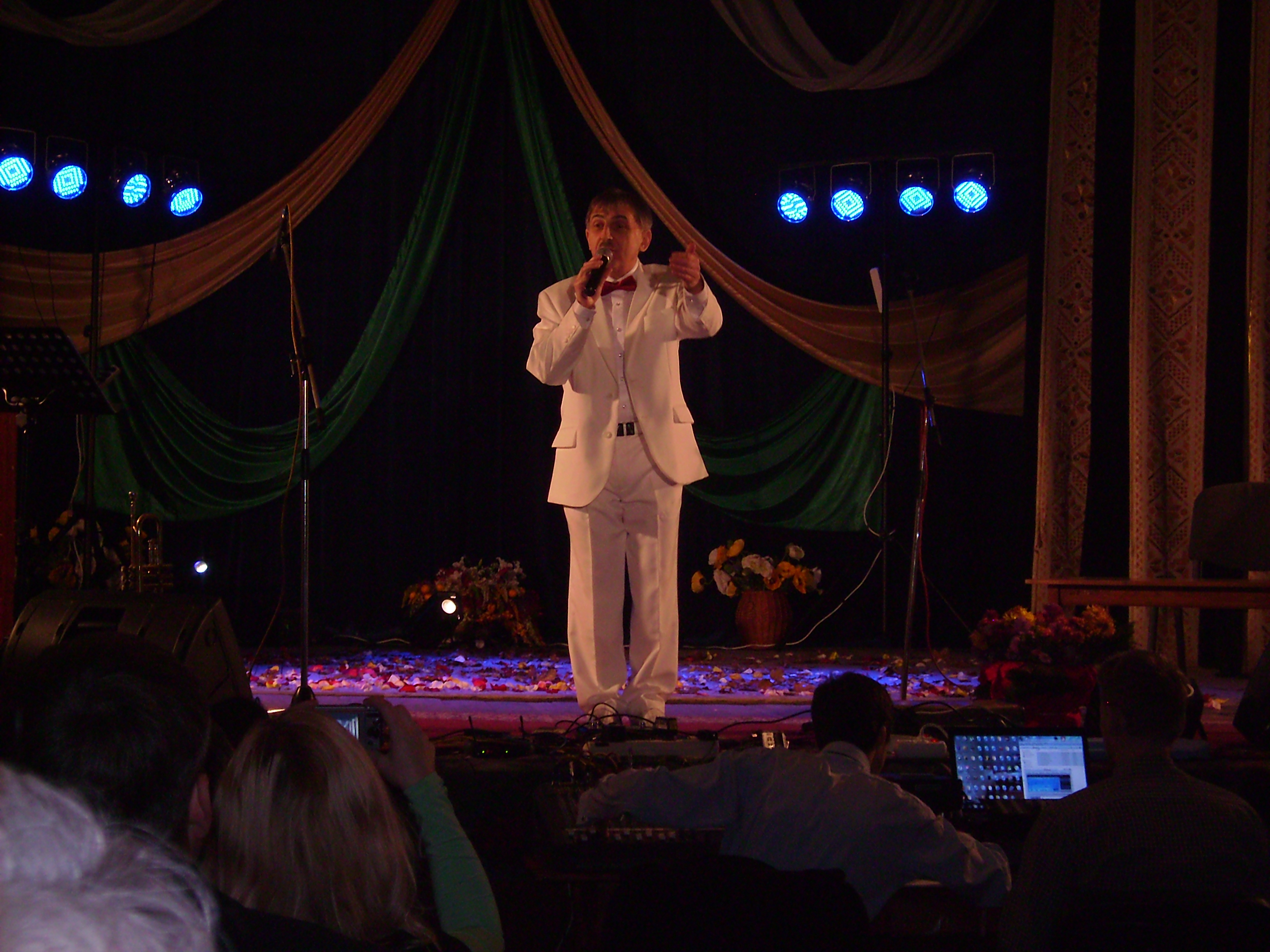